# Нянькіна Лідія Степанівна
Лідія Степанівна Нянькіна (удм. Лидия Степановна Нянькина; 23 вересня 1965, с. Серп Алнаського району Удмуртії) — удмуртська письменниця, поетеса, журналіст, перекладач.

## Біографія
Народилась 23 вересня 1965 року у селі Серп Алнаського району. Закінчила Літературний інститут імені Горького.
Проживає в Удмуртії і працює в журналі «Кенеш». З дитинства пише пісні та прозу. Член Спілки письменників Росії.
Переклала  удмуртською мовою вірш українського поета ХІХ століття Михайла Петренка «Дивлюсь я на небо, та й думку гадаю…».

## Нагороди
Лауреат літературних премій Удмуртії та Естонії. Заслужений працівник культури Удмуртської Республіки.